# Пера (богатырь)
Пе́ра (Пе́ля, Пе́ря; коми-перм. Пера) — легендарный богатырь, персонаж коми-пермяцкого прозаического эпоса.
Цикл легенд о Пере включает рассказы о жизни Перы и его брата Мизи на реке Лупье; о помощи русскому царю (обычно Ивану Грозному) в битве с врагом; о споре с лешим за промысловые угодья; о борьбе с графом Строгановым, желавшим захватить местные земли; о смерти Перы и последующем обнаружении его больших костей.
Рассказы о Пере бытовали во всех шести районах Коми-Пермяцкого округа (включая Юрлинский — с русским населением), в смежном Усть-Куломском районе Республики Коми, а также в Красновишерском районе Пермского края — у русских и язьвинских пермяков.
С именами богатырей Перы и Мины народными преданиями связывается древнее Эсперово городище на Каме.

## Происхождение имени
Антропоним Пера мог произойти от русского имени Перша / Перфилий, преобразованного на коми-пермяцкой почве, подобно именам легендарных первопоселенцев Бо́ра (из Борис) и Мо́ка (из Мокей). В писцовой книге Перми Великой за 1579 год среди жителей деревни Верх-Лупья, которая считается родиной Перы-богатыря, упоминается Перша Сидоров. Переписная книга 1647 года упоминает в той же деревне Стахейко Остафьева сына Мизева, прозвище отца которого идентично имени спутника Перы — Мизя.

## Враги Перы
Главным врагом Перы считался Вэрса — хозяин тайги, леший. Он состязается с Вэрсой смекалкой и обманывает глупого духа тем, что вместо себя подкладывает на ночь дерево. Вэрса вместо Перы убивает дерево, тогда как в этот момент Пера ранит его стрелой. Начинается погоня до Урала, где Пера убивает Вэрсу у входа в своё пещерное жилище. Там Пера находит красавицу-жену лешего, и хочет вступить с ней в союз, но та сама не чужда нечистой силы — может снимать с себя скальп, чтобы искать вшей в волосах. В итоге Пера убивает ее.
Пера и Кудым-Ош уходят под землю (по другим вариантам, превращаются в камни или оказываются заточенными в Уральских горах) после распространения новой христианской веры. Сохранилась также легенда о том, что Пера боролся с самим Богом и тот превратил его в камень.

## Пера в кино
В 1988 году киностудией Пермьтелефильм снят мультфильм «Сказ о Пере-богатыре»